# 히타정
히타정(日田町)은 오이타현 서부 히타군에 속해있던 정이다. 현재의 히타시의 중심부에 해당한다.

## 역사
- 1901년 11월 1일 - 마메타정, 구마정이 합병해 히타정이 성립하였다.
- 1940년 12월 11일 - 미요시촌, 데루오카촌, 다카세촌, 아사히촌, 미하나촌, 니시아리타촌과 합병해 히타시가 성립하여, 동일 히타정은 폐지되었다.

## 교통

### 철도
- 철도성

## 참고문헌
- 角川日本地名大辞典 44 大分県